# 2016년 브뤼셀 폭탄 테러
2016년 3월 22일 벨기에 브뤼셀에서 오전 8시에서 9시 11분 사이에 세 차례의 연쇄 폭탄 테러가 발생했다. 최초의 폭발은 브뤼셀 공항에서 연이어 두 번 일어났으며, 브뤼셀 시내에 위치한 지하철 말베이크 역에서 2차 테러 공격이 벌어졌다. 이 테러로 적어도 자폭 테러리스트 2명을 포함 34명이 사망하고 250명이 부상당했다.

## 경위

### 공항
최초의 폭발은 현지시각으로 약 오전 8시경 브뤼셀 공항 출국장에서 일어났다. 아메리칸 항공 탑승 수속장 근처에서 첫번째 폭발이 있은 후, 스타벅스 커피숍에서 두번째 폭발이 있었다. 벨기에 검찰국은 두 폭발 모두 자살 폭탄 테러임을 확인했다고 공식적으로 발표하였다.
사건 발생 초기의 보고서에서는 공항에서의 폭탄 테러로 13명이 사망하고 35명이 부상을 입은 것으로 알려졌다. 폭발의 여파로 공항의 유리창들이 모두 산산조각 났으며, 공항의 실내 구조물에도 심각한 피해를 주었다. 벨기에 정부는 국가 비상 사태를 선포하였다.
BBC 뉴스에 따르면, 몇몇 목격자가 폭발이 일어나기 직전 총격소리와 함께 누군가 아랍어로 외치는 소리를 들었다고 주장했다고 한다.
폭탄 테러 직후 공항은 폐쇄되었으며 모든 출국 비행 노선은 취소되었다. 브뤼셀 공항이 목적지인 비행기는 결항되거나 샤를루아 공항이나 스히폴 국제공항 등 주변의 다른 공항으로 회항해야한다.

### 지하철역
공항에서의 폭탄 테러로부터 약 한 시간 뒤인 오전 9시 11분, 브뤼셀 시내에 위치한 말베이크 역과 슈만 역 사이를 지나가던 지하철 전동차에서도 폭발이 발생하였다.이에 따라 브뤼셀 메트로는 일부 노선을 잠정 폐쇄하였다. 초기 사건 보고에서는 지하철 폭탄 테러로 인한 사망자가 없다고 알려졌지만 후속 보고에서 15명이 목숨을 잃었다고 정정되었다.

## 희생자
| 벨기에                   | 16 |
| 미국                     | 4  |
| 네덜란드                 | 2  |
| 독일 / 스페인 / 이탈리아 | 2  |
| 리비아                   | 1  |
| 모로코 / 벨기에          | 1  |
| 영국                     | 1  |
| 이탈리아                 | 1  |
| 인도                     | 1  |
| 중국                     | 1  |
| 이탈리아                 | 1  |
| 폴란드                   | 1  |
| 프랑스                   | 1  |
| 페루                     | 1  |
| 총 사망자 수             | 35 |
| * 영문 위키백과참조.     |    |

브뤼셀 폭탄 테러로 적어도 31명의 민간인과 2명의 자살 폭탄 테러리스트가 숨졌으며, 250여명이 부상을 입었다. 그 중 브뤼셀 공항에서 13명의 희생자가 발생하였고 지하철 역에서만 20여명이 목숨을 잃었다. 이번 테러 공격은 벨기에 역사상 가장 많은 사망자가 발생한 폭탄 테러이다.

## 범인

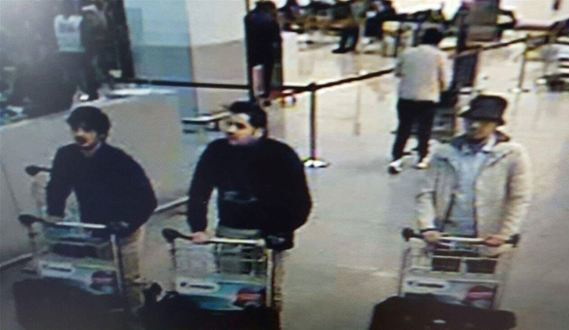
브뤼셀 공항 CCTV에 잡힌 용의자들의 사진

브뤼셀 공항에서 자폭 테러를 일으킨 용의자로 벨기에 국적인 할리드, 브라힘 엘 바크라위 형제가 지목되었다. 세번째 용의자는 아직 신원이 확인되지 않았으나, 방범카메라에 찍혀, 벨기에 경찰 당국은 수배령을 내리고 수색 작업을 하고 있다. 이 용의자들은 2015년 11월 파리 테러를 일으킨 테러리스트 집단과 관련이 있는 자들이다.
감시 카메라로 촬영된 영상에 따르면 3명의 용의자는 폭탄이 든 것으로 추정되는 짐이든 카트를 밀고 있다. 이들을 공항에 데려다 준 택시 운전자에 의하면, 짐을 차에서 내리려는 것을 도와주려 하였지만, 용의자들이 만지지 말 것을 요구했다고 한다. 자살 폭탄 테러를 일으킨 것으로 보이는 두 남성은 한 손에 검은 장갑을 착용하고 있는데, 아마도 손에 든 기폭 장치를 숨기기 위함인 것으로 추측된다.
폭탄 테러가 있은지 몇 시간 후 택시 운전수의 증언에 따라 벨기에 경찰은 브뤼셀 북부 스하르베이크에 위치한 용의자들의 집을 급습하였다. 경찰은 못이 든 폭발물과 화공품, 이슬람 국가의 깃발을 발견하였으며, 집안에 있던 남성을 체포하였다. 그러나 그가 세번째 용의자인지는 확인되지 않았다.
유럽의 정보 기관들은 더 많은 폭탄 테러 가담자들이 있으며, 경찰이 체포한 남성은 또 다른 폭탄 테러를 기획하고 있었을 것이라고 믿고 있다.

## 여파

### 벨기에
벨기에 항공 당국은 브뤼셀 공항으로 향하는 모든 항로를 임시적으로 폐쇄하고 공항내 승객과 직원, 방문자들을 대피시키고 있다. 말베이크 역과 가까이 위치한 유럽 위원회 본부 또한 잠정적으로 폐쇄되었다. 몇몇 언론들은 말베이크 역 주변에서 발견된 의심스러운 물건에서 벨기에 경찰이 폭발물을 해체하였다고 보고하였다.
브뤼셀 폭탄 테러로 벨기에 수도의 모든 대중교통 운행이 중단되었다. 브뤼셀 북역과 브뤼셀 센트랄 역, 브뤼셀 남역도 폐쇄되었다. 브뤼셀을 경유하는 모든 유로스타 운행편도 유예되었다. 파리발 브뤼셀 행 열차도 모두 취소되었다. 벨기에 공영방송국 VRT에 따르면 대중교통이 재개될 때까지 택시들이 무료로 시민들을 운송하고 있다고 한다. 브뤼셀로 향하는 열차들의 출발지인 프랑스 파리 북역도 임시로 운영을 중단하였다.
얀 얌본 벨기에 내무부 장관은 테러 공격에 따라 최상위 국가 테러 비상 사태를 발령하였다. 벨기에 정부는 이번 테러를 감행한 테러리스트들이 또다른 테러를 일으킬 수도 있음을 경고하며, 통신망의 마비를 우려해 전화보다는 소셜 미디어를 통해 친지들에게 연락할 것을 권고하였다.

### 그외 국가
브뤼셀 폭탄 테러가 언론에 오른지 얼마 안가 이스라엘은 유럽발 여객기의 착륙을 임시로 금지시켰다. 이 금지 조치는 이스라엘 시간으로 오전 10시 30분부터 자정까지 유지된다. 금지 조치는 이스라엘에서 출국하는 항공기에는 해당하지 않는다.
네덜란드는 벨기에와의 국경에 추가 경찰 인력을 배치하였으며, 프랑스는 벨기에와의 국경을 폐쇄하였다. 독일은 국내 주요 교통 중심지에, 영국 또한 런던의 주요 역과 공항 등의 보안을 강화하였다.

## 반응
- UN: 반기문 유엔 사무총장은 성명에서 브뤼셀 폭탄 테러를 비열한 짓이라 비난하였다. 또한 피해자와 유족들에게 위로를 표하며, 벨기에 국민과 정부에 강한 연대의지를 표명한다고 발표했다.[26]
- 네덜란드: 마르크 뤼터 총리는 벨기에가 다시금 비겁하고 살인적인 공격을 당했다며, 피해자와 유족에게 위로의 말씀을 드린다고 말했다. 네덜란드는 어떤 방법으로든 남쪽 이웃을 돕기 위해 준비가 되었다고 하였다.[27]
- 대한민국: 이기철 재외영사대사는 이번 테러 공격을 강력히 규탄하며, 해외 체류 중인 한국인들에게 안전에 각별히 신경쓸 것을 권고했다. 조준혁 외교부 대변인은 모든 피해자들과 그 가족들, 벨기에 정부에게 위로와 조의를 표했다.[28]

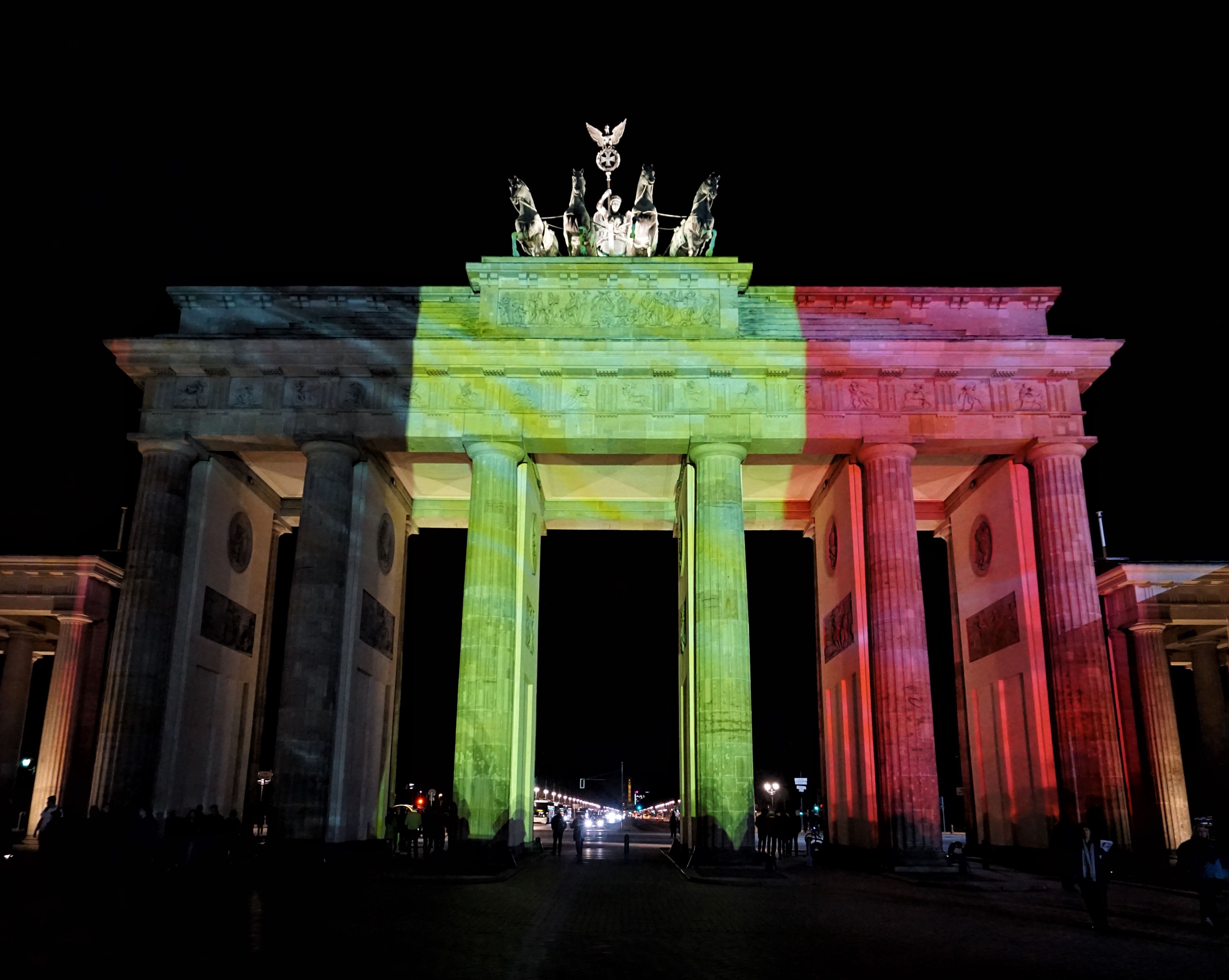
브란덴부르크 문 벨기에 국기의 색상에서 켜짐

- 독일: 요아힘 가우크 대통령은 필리프 벨기에 국왕에게 보낸 편지에서 끔찍한 범죄를 규탄하며, 독일은 벨기에를 도와 자유와 민주주의 가치를 지킬 것이라고 전했다.[18]
- 러시아: 블라디미르 푸틴 대통령은 폭탄 테러 공격을 비난하는 성명을 발표했다.[29]
- 미국: 존 커비 국무부 대변인은 미합중국은 벨기에의 국민들과 함께하며, 이번 테러 공격의 조사에 협력할 것이라고 약속했다.[30]
- 사우디아라비아: 무하마드 빈 살만 알사우드 왕은 테러 공격을 비난하고 현재 만연히 일어나는 테러의 근원을 뿌리 뽑기 위해 국제적 협력이 필요하다고 주문했다.[31]
- 영국: 데이비드 캐머런 총리는 "브뤼셀에서 일어난 참사에 충격을 받았으며 조의를 표한다. 어떤 도움되는 일이라도 하겠다"라고 발언했다.[32]
- 이란: 하산 로하니 대통령은 테러리스트들을 단호히 규탄하고 벨기에의 국민과 정부 특히 사랑하는 이들을 잃은 사람들에게 조의를 표했다. 외교부 대변인은 전세계를 위협하는 테러리즘과 싸우기 위해 모든 노력을 가해야한다고 주장했다.[33]
- 이탈리아: 마테오 렌치 총리는 브뤼셀에 그의 마음이 있다고 말하였으며, 파올로 젠틸로니 외무장관은 "유럽의 심장에 충격적 공격의 표면에서 벨기에인들에게 가까운 자신의 숨을 품고 있다"고 진술하였다.[34]
- 일본: 아베 신조 총리는 테러 행위는 절대 용납될 수 없다며 일본은 벨기에와 유럽 연합에 강하게 연대한다고 말했다.[35]
- 중화인민공화국: 화춘잉 외교부 대변인은 브뤼셀에 대한 공격을 강력히 규탄하며 어떠한 테러 공격에도 반대한다는 중국의 입장을 밝혔다.[36]
- 캐나다: 쥐스탱 트뤼도 총리는 브뤼셀에서 일어난 "개탄스러운" 폭탄 테러 공격을 비난하고 벨기에와 유럽연합에 대한 그의 연대 입장을 표명했다.[37]
- 튀르키예: 아흐메트 다부톨루 총리는 "테러의 전모를 전세계에 보여준 이번 브뤼셀에 대한 공격을 저주한다. 벨기에 국민과 정부에 애도를 표하며, 우리 국민을 대표해 연대의 입장을 밝히고 싶다."라며 테러리즘에 대항할 인류 연합에 모두가 함께 서줄 것을 요청했다.[38]
- 프랑스: 프랑수아 올랑드 대통령은 브뤼셀 폭탄 테러는 프랑스와 전 유럽에 대한 공격이며, 국내 및 국제적 규모로 테러와의 전쟁을 계속하겠다고 밝혔다.[39]

## 같이 보기
- 2015년 11월 파리 테러